# 인데이 바

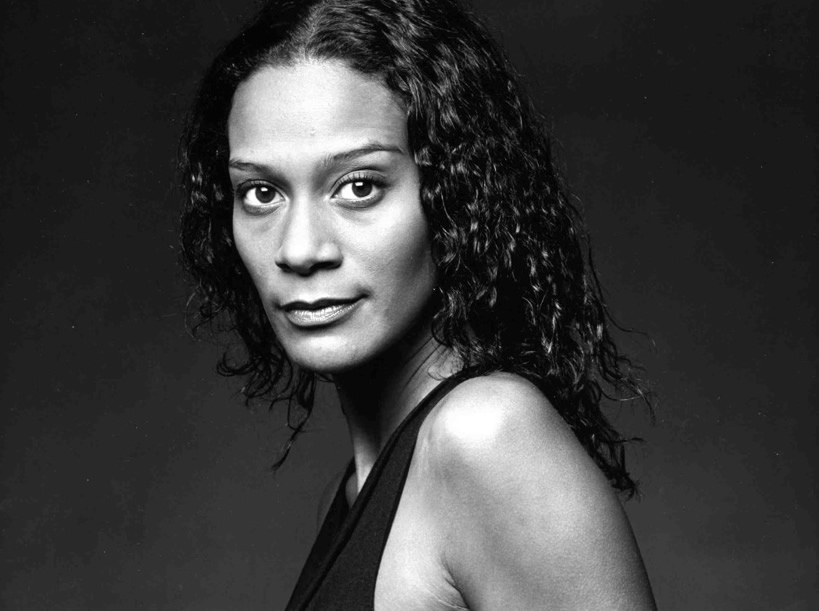

인데이 바(Inday Ba, 1972년 8월 10일~2005년 4월 20일)는 스웨덴의 배우이다.

## 영화
- 사랑의 교실 (2005년)
- 라이 위드 미 (2004년)
- 톰 앤 토마스 (2002년)
- 동창회 (2002년) - 할레비 역
- 디스커버리 오브 헤븐 (2001년)
- 몽키 킹 (2001년)
- 포 독스 플레잉 포커 (2000년)
- 이프 온리: 맨 위드 레인 (1998년)
- 캐주얼티 (1986년)